# Zona de Exclusión Total

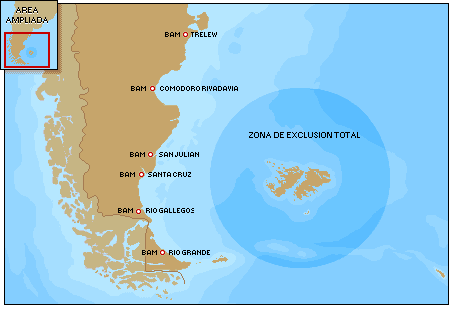
La Zona de Exclusión Total

La Zona de Exclusión Total (Total Exclusion Zone) fue establecida por el Reino Unido el 30 de abril de 1982 durante la guerra de las Malvinas. Era una circunferencia imaginaria de 200 millas náuticas de radio con centro en el sector central de las islas Malvinas. A su vez, era una extensión de la Zona de Exclusión Marítima (Maritime Exclusion Zone) impuesta el 12 de abril. Con la implementación de la TEZ, cualquier buque no autorizado que ingresara en la zona podía ser atacado por los británicos. El concepto es objeto de controversia por sectores argentinos por el hundimiento del crucero argentino General Belgrano fuera de la TEZ, aunque el establecimiento de una TEZ no implica que un Buque de Guerra beligerante no pueda ser atacado fuera de ella como "blanco legítimo".

## Descripción
Entre el 2 y 3 de abril de 1982, la Argentina recobró las islas Malvinas y Georgias del Sur desalojando las autoridades británicas. El Reino Unido lanzó una fuerza expedicionaria para devolver los archipiélagos a su dominio.
El Gobierno británico creó la Zona de Exclusión Marítima (Maritime Exclusion Zone), consistente en una circunferencia imaginaria de 200 millas náuticas de radio con centro en un punto localizado en medio de las Malvinas. El 8 de abril, la Embajada de Suiza en la Argentina —representante del Reino Unido ante la Argentina durante el conflicto— transmitió al Gobierno argentino la mencionada determinación.
El comunicado decía que a partir de las 04:00 horas —tiempo universal coordinado— del 12 de abril de 1982 se establecería la zona de exclusión. A partir de esa hora, cualquier buque de guerra o auxiliar argentino podía ser atacado por fuerzas británicas.

Al anunciar la creación de una zona de exclusión marítima alrededor de las Islas Malvinas, el Gobierno de Su Majestad dejó en claro que esta medida era sin perjuicio del derecho del Reino Unido a adoptar todas las medidas adicionales pueden ser necesarios en el ejercicio de su derecho a la libre defensa de conformidad con el artículo 51 de la Carta de las Naciones Unidas. A este respecto, el Gobierno de Su Majestad ahora desea dejar en claro que cualquier acercamiento por parte de los buques de guerra argentinos, incluyendo submarinos, unidades navales auxiliares o aeronaves militares, que podrían constituir una amenaza para interferir con la misión de las fuerzas británicas en el Atlántico Sur se encontrará la respuesta apropiada. Todos los aviones de Argentina, incluyendo las aeronaves civiles que participan en la vigilancia de estas fuerzas británicas, serán considerados como hostiles y son susceptibles de ser tratados en consecuencia.

El «avión civil» alude en particular, aunque no exclusivamente, a los Boeing 707 de la Fuerza Aérea Argentina, que habían sido interceptados fuera en varias ocasiones por los Sea Harrier.
El mismo 12 de abril, el submarino nuclear HMS Spartan arribó a las aguas de Puerto Argentino/Stanley.
La Marina Real británica pedía reglas de empeñamiento más flexibles para poder atacar al portaviones Veinticinco de Mayo. Los submarinos nucleares no podían atacar buques de superficie a menos que fuera en defensa propia. Sí podían, en cambio, atacar submarinos convencionales.
El 23 de abril, el HMS Splendid detectó al portaviones cerca de Puerto Belgrano pero se le negó autorización para atacar.
El 2 de mayo, el submarino nuclear HMS Conqueror hundió al crucero ARA General Belgrano, fuera de la zona de exclusión.
El 7 de mayo de 1982, la zona de exclusión total se extendió hasta las 12 millas náuticas de la costa continental argentina, lo que significaba que cualquier buque o aeronave argentino o de otro país era susceptible de ser atacado.